# Álvaro García (Fußballspieler, 1992)
Álvaro García Rivera (* 27. Oktober 1992) ist ein spanischer Fußballspieler, der für Rayo Vallecano als Stürmer aufläuft. Er wurde in Utrera (Provinz Sevilla) geboren.

## Karriere
Álvaro García wurde beim CG Goyu-Ryu ausgebildet. Im August 2011 unterschrieb er bei CD Utrera seinen ersten Profivertrag. Sein Debüt für die Herrenmannschaft gab er in der Saison 2011/12.
Am 23. Januar 2013 erfolgte der Wechsel zum San Fernando CD in die Segunda División B, die dritthöchste spanische Spielklasse. Er schloss die Saison mit 15 Einsätzen (davon 12 in der Startelf) und einem Tor ab.
Am 6. Juli wechselte er bereits wieder den Verein und unterschrieb einen Vierjahresvertrag beim Erstligisten FC Granada. Dort wurde er in seiner ersten Saison vor allem in der Jugendmannschaft des Vereins eingesetzt, durfte aber am 18. August sein Profi- und Erstligadebüt geben, indem er beim 2:1-Auswärtssieg bei CA Osasuna kurz vor Schluss eingewechselt wurde.
Am 28. August 2014 wurde García im Rahmen einer Saisonleihe an den Zweitligisten Racing Santander verliehen. Etwa ein Jahr später wechselte er, ebenfalls im Rahmen einer Saisonleihe, zum FC Cádiz.
In dieser Saison leistete er mit neun Toren seinen Beitrag zum Aufstieg seines Vereins in die zweite Liga und unterschrieb einen Vierjahresvertrag bei diesem, nachdem der Vertrag mit dem FC Granada aufgelöst worden war. Am 14. Januar 2018 gelang ihm bei 2:0‐Sieg gegen den FC Córdoba ein Doppelpack.
Am 13. August 2018 gab sein Verein den Verkauf an SD Huesca für eine Summe von 3 Millionen Euro bekannt, aber Álvaro García äußerte nur Stunden später, dass er nicht für diesen Verein spielen werde. Zehn Tage später schloss er sich Rayo Vallecano im Rahmen eines Fünfjahresvertrages an.

## Karrierestatistik

### Verein
| Verein                   | Saison           | Liga               | Liga   | Liga | Nationaler Pokal | Nationaler Pokal | Aufstiegsplayoffs | Aufstiegsplayoffs | Gesamt | Gesamt |
| Verein                   | Saison           | Spielklasse        | Spiele | Tore | Spiele           | Tore             | Spiele            | Tore              | Spiele | Tore   |
| ------------------------ | ---------------- | ------------------ | ------ | ---- | ---------------- | ---------------- | ----------------- | ----------------- | ------ | ------ |
| San Fernando             | 2012/13          | Segunda División B | 15     | 1    | —                | —                | —                 | —                 | 15     | 1      |
| Recreativo Granada       | 2013/14          | Segunda División B | 30     | 6    | —                | —                | —                 | —                 | 30     | 6      |
| Recreativo Granada       | 2014/15          | Segunda División B | 1      | 0    | —                | —                | —                 | —                 | 1      | 0      |
| Recreativo Granada       | Gesamt           | Gesamt             | 31     | 6    | 0                | 0                | 0                 | 0                 | 31     | 6      |
| FC Granada               | 2013/14          | La Liga            | 14     | 0    | 0                | 0                | —                 | —                 | 4      | 0      |
| Racing Santander (Leihe) | 2014/15          | Segunda División   | 30     | 3    | 0                | 0                | —                 | —                 | 30     | 3      |
| FC Cádiz (Leihe)         | 2015/16          | Segunda División B | 34     | 7    | 5                | 0                | 5                 | 2                 | 44     | 9      |
| FC Cádiz                 | 2016/17          | Segunda División   | 38     | 5    | 1                | 0                | 2                 | 0                 | 41     | 5      |
| FC Cádiz                 | 2017/18          | Segunda División   | 36     | 10   | 4                | 1                | —                 | —                 | 40     | 11     |
| FC Cádiz                 | Gesamt           | Gesamt             | 74     | 15   | 5                | 1                | 7                 | 2                 | 81     | 16     |
| Rayo Vallecano           | 2018/19          | La Liga            | 35     | 4    | 2                | 1                | —                 | —                 | 37     | 5      |
| Rayo Vallecano           | 2019/20          | Segunda División   | 35     | 4    | 3                | 0                | —                 | —                 | 38     | 4      |
| Rayo Vallecano           | 2020/21          | Segunda División   | 39     | 2    | 2                | 0                | 4                 | 2                 | 45     | 4      |
| Rayo Vallecano           | 2021/22          | La Liga            | 36     | 7    | 3                | 1                | —                 | —                 | 39     | 8      |
| Rayo Vallecano           | 2022/23          | La Liga            | 35     | 5    | 3                | 0                | —                 | —                 | 38     | 5      |
| Rayo Vallecano           | Gesamt           | Gesamt             | 180    | 22   | 13               | 2                | 4                 | 2                 | 197    | 26     |
| Gesamte Karriere         | Gesamte Karriere | Gesamte Karriere   | 378    | 54   | 23               | 3                | 11                | 4                 | 402    | 61     |